# Marcel Tolkowsky
Marcel Tolkowsky (* 5. Dezember 1898 in Antwerpen; † 10. Februar 1991 in New York City) war ein belgischer Mathematiker und renommierter Gemmologe. Er etablierte auf der Basis wissenschaftlicher Untersuchungen von Brillanz und Farbenspiel von Diamanten einen Schliff für Brillanten, der bis in die Gegenwart insbesondere in Nordamerika als Standard gilt.

## Leben
Marcel Tolkowsky wurde 1898 in Antwerpen geboren, seine Vorfahren waren seit mehreren Generationen führend in die Verarbeitung und den Handel von Diamanten involviert. Er absolvierte ein Ingenieursstudium an der University of London und veröffentlichte 1919 im Rahmen seiner Promotion in Mathematik mit dem Buch „Diamond Design. A Study of the Reflection and Refraction of Light in a Diamond“ eine mathematisch-optische Analyse der Brillanz und des Farbenspiels von Diamanten, die als erste wissenschaftliche Untersuchung in diesem Bereich gilt. Damit legte er die Grundlagen für eine Brillantform, die als Tolkowsky-Brillant beziehungsweise Idealschliff bis in die Gegenwart insbesondere in Nordamerika als Standard in der Schlifftechnik gilt. Im Jahr 1940 emigrierte er in die Vereinigten Staaten, wo er bis 1975 als Diamantendesigner und -händler tätig war. Er starb 1991 in New York City.